# Beliu
Beliu – wieś w Rumunii, w okręgu Arad, w gminie Beliu. W 2011 roku liczyła 1725 mieszkańców. 